# Путешествие на «Кон-Тики»
«Путеше́ствие на „Кон-Ти́ки“» или «Экспеди́ция „Кон-Ти́ки“» (норв. Kon-Tiki ekspedisjonen) — книга норвежского путешественника Тура Хейердала, описывающая подготовку и осуществление экспедиции на плоту «Кон-Тики» в 1947 году по предполагаемому пути переселения индейцев из Перу в Полинезию. Книга была написана по материалам экспедиции, в том числе по записям судового журнала, дневникам погоды, по данным образцов флоры и фауны, которые участники экспедиции собрали за время путешествия.

## Сюжет
В книге детально, шаг за шагом, Тур Хейердал описывает, как у него возникла теория о заселении Полинезии перуанцами, как он пытался поделиться этой своей теорией с учёными-этнографами и как эти бесплодные попытки навели его на мысль о необходимости практического доказывания своей теории. В следующих главах — знакомство с Германом Ватцингером, подбор остальной команды и непосредственное создание бальсового плота по старым перуанским чертежам. Само путешествие описано с изрядной долей юмора. В какой-то момент участники экстремального путешествия, как отметил Хейердал, и сами перестали понимать, как они все собрались на небольшом плоту посреди Тихого океана. Последние главы посвящены аварийной высадке на острова Туамоту и жизни в тамошней деревушке.

## История публикации и переводы
Книга, вышедшая в 1948 году, была раскуплена за пятнадцать дней. Впоследствии она была переведена более чем на семьдесят языков мира.
В СССР «Путешествие на „Кон-Тики“» впервые было издано в 1957 году, после чего неоднократно переиздавалось, в том числе под одной обложкой с «Аку-Аку» и «Экспедицией на „Ра“». Последний раз — в июле 2013 года издательством «Петроглиф» (Санкт-Петербург).

## Экранизации
Книга «Путешествие на „Кон-Тики“» легла в основу сценария художественного фильма «Кон-Тики» 2012 года, посвящённого экспедиции Хейердала.